# Juan Sorapán de Rieros
Juan Sorapán de Rieros (Logrosán 1572 –Trujillo, 1638) fue un médico español del siglo XVII. Experto en paremiología y famoso por haber publicado un libro con recopilación de refranes de medicina y gastronomía española titulado: Medicina Española contenida en proverbios vulgares de nuestra lengua.

## Biografía
Se inició en la medicina en el monasterio de Guadalupe. Se graduó en Artes en la Universidad de Salamanca en 1592 y posteriormente en 1592–1593 cursó los estudios de Medicina. En 1616 publica su obra con cuarenta y siete refranes castellanos. Posteriormente es familiar del Santo Oficio de la Inquisición de Llerena y Granada. 